# لين كاري
لين كاري (بالإنجليزية: Lynn Carey)‏ هي عارضة وملحنة ومغنية مؤلفة وممثلة أمريكية، ولدت في 29 أكتوبر 1946.

## وصلات خارجية
- لين كاري على موقع IMDb (الإنجليزية)
- لين كاري على موقع قاعدة بيانات الفيلم (الإنجليزية)